# Horst Biallo
Horst Biallo (* 4. Februar 1954; eigentlich Horst Biallowons) ist ein deutscher Wirtschaftsjournalist, Sachbuchautor und Unternehmer. Er ist Gründer und gemeinsam mit seinem Sohn Geschäftsführer der Biallo & Team GmbH.

## Leben
Horst Biallo wurde im Februar 1954 geboren und studierte nach dem Abitur Betriebswirtschaftslehre und Pädagogik in München und Bochum und schloss als Dipl. Betriebswirt FH ab. Laut eigenen Angaben hatte er nach seinem Abschluss keine genaues berufliches Ziel und stieß auf eine Anzeige der Zeitung Die Welt, die Stellen für Volontäre und einen Ausbildungsplatz zum Wirtschaftsjournalisten ausgeschrieben hatte. Nach seiner Bewerbung stellte die Welt ihn ein. Nachdem er seine Ausbildung erfolgreich abgeschlossen hatte, arbeitete Biallo als Redakteur für das Magazin Junge Zeit und ab 1990 als selbständiger Journalist unter anderem für die Wirtschaftswoche, VDI nachrichten und den Stern.
Seit 1993 ist Biallo als Sachbuchautor im Bereich Wirtschaft und Finanzen tätig. 2001 gründete er die Biallo & Team GmbH mit Sitz in Augsburg. 2008 zog das Unternehmen nach Schondorf am Ammersee in den Landkreis Landsberg am Lech. Das Unternehmen betreibt unter anderem den Biallo-Index, ein Instrument, das dem Vergleich von Finanzdienstleistungen dienen soll. In seiner seit 1996 erscheinenden Serie Thema der Woche bereitet Biallo Wirtschafts- und Finanzthemen für den privaten Verbraucher auf. Die Serie erscheint in diversen Tageszeitungen.

## Positionen
Biallo kritisierte im Juni 2018 die Europäische Zentralbank unter Mario Draghi für ihre Zinspolitik. Er führte an, dass die über Jahre herrschende Nullzinspolitik in der Eurozone zwar Vorteile für Staatsfinanzen oder zum Kauf von Immobilien biete, aber insbesondere das Sparen von Geld durch Einzelpersonen sowie deren Versuche des Aufbaus einer Altersversorgung behindere.

## Veröffentlichungen (Auswahl)
- Die geheimen deutschen Weltmeister: Mittelständische Erfolgsunternehmen und ihre Strategien. Ueberreuter, Wien 1993, ISBN 978-3-901260-38-4.
- Neue Karrierechancen für Frauen. 30 Berufsbilder; erfolgreiche Schritte auf dem Weg nach oben. Ueberreuter, Wien 1993, ISBN 978-3-901260-09-4.
- Von der Sekretärin zur Führungskraft. Droemer Knaur, München 1994, ISBN 978-3-901260-38-4.
- Die Doktormacher: Namen und Adressen, Preise und Verträge, Behörden und Betrogene, Gesetze. S. Fischer Verlag, Frankfurt am Main 1995, ISBN 978-3-596-13025-2.
- Tips & Tricks für Mieter, Bankkunden, Autofahrer, Versicherte. Ueberreuter, Wien 1995, ISBN 978-3-8000-3567-0.
- Tips & Tricks für Urlaub und Freizeit. Ueberreuter, Wien 1995, ISBN 978-3-8000-3566-3.
- Kursbuch Geldsparen. Nicht knausern, sondern intelligent ausgeben; erfolgreiche Spartipps zu den Themen Auto, Reisen, Steuern, Telefon, Freizeit... Südwest-Verlag, München 2004, ISBN 978-3-517-06722-3.
- Hilfe! Ich erbe. Alles über Erben, Vererben, Steuern und Nachlass. FinanzBuch Verlag, München 2017, ISBN 978-3-89879-905-8.
- Hilfe! Ich kaufe eine Immobilie. Alles über Finanzierung, Tilgung und Steuern. FinanzBuch Verlag, München 2017, ISBN 978-3-89879-907-2.
- Hilfe! Ich kaufe Gold. Alles über Münzen, Barren, den Kauf im Internet und beim zertifizierten Händler. FinanzBuch Verlag, München 2017, ISBN 978-3-89879-904-1.